# 89-мм миномет Ижорского завода
89-мм тяжёлый миномёт Ижорского завода также 89-мм тяжёлый миномёт образца 1916 года системы Ижорского завода — тяжелый миномёт, состоявший на вооружении русской императорской армии во время Первой мировой войны. Выпускался на Ижорском заводе в 1916—1917 годах. Один из первых полностью отечественных минометов.

## История производства
В связи с активным применением бомбомётов и первых миномётов французской армией на Западном фронте в 1915—1916 годах в России были разработаны свои варианты набиравших популярность небольших артиллерийских орудий. В конце 1915 года удалось сформировать 2 минометно-артиллерийских дивизиона и запасный дивизион, а в 1916 году — лёгкие и средние минометы. К концу 1917 года в действующей армии состояло на вооружении около 14 тысяч бомбометов, 4500 легких и 267 тяжелых минометов, тем не менее потребности русских войск в тяжёлых минометах были удовлетворены лишь на 11 процентов. Первым отечественным минометом стал лёгкий 47-мм миномет системы Лихонина и, разработанный им же, 89-мм тяжёлый миномет, выпускавшийся на Ижорском заводе под Петербургом. Всего на Ижорском заводе было заказано 900 минометов, из них было произведено в 1916—1917 годах и поставлено на фронт всего 133 штуки (по другим данным было произведено и поставлено на фронт всего 43 миномета). Так же заграницей закупались французские 240-мм минометы. С началом Февральской буржуазной революции выпуск минометов на Ижорском заводе был прекращён.

## Принцип действия миномета
Тело миномета состояло из стального ствола с гладким каналом и стального казенника, навинченного на казенную часть ствола. Казенник имел цапфы, которыми миномет опирался на лафет. Для удерживания миномета под нужным углом возвышения на среднюю часть ствола надет бугель, состоящий из двух скоб, скрепленных болтами. Каждая скоба имела цапфу, проходящую сквозь дуговые прорези секторов лафета. Лафет состоял из двух станин и основания, прикрепленного угольниками к станинам. Станины спереди имели два сектора с дуговыми прорезями для цапф бугеля. Прорези были ограничены сзади планками.
Для удерживания лафета при выстреле служил сошник, помещенный между брусьев основания, и железный сошниковый кол, вбиваемый в землю через отверстие в основании лафета.
Для поворота лафета использовалось деревянное правило, оно же служило дышлом при передвижении миномета. Деревянное основание состояло из трех брусьев. При передвижении тело миномета опрокидывалось назад и дульной частью ложилось в выемку деревянной подушки. На поле боя миномет перевозился вручную расчетом, при этом к миномету присоединялся ход, состоящий из стальной оси и двух деревянных колес. На ось надевались две обоймы со штырями, которые при накладывании лафета на ось продевались в отверстия угольников.

## Мина
В боекомплект миномета входили стальные и железные надкалиберные 250/89-мм мины с четырьмя стабилизаторами. Длина корпуса мины 765 мм, а длина хвоста мины с обтюратором 915 мм. Бес снаряженной мины 79,9 кг, вес взрывчатого вещества 32,8 кг.
Взрыватель головной 13ГМ с чекой. Чеку вынимали перед заряжанием, после чего мина могла быть разряжена только выстрелом. Заряжание мины производилось следующим образом: вначале в дуло опускали заряд в картузе, а затем — мину. Кроме того, в Артмузее имеется надкалиберная железная сварная мина калибра 320/89 мм, также предназначенная для 89-мм миномета Ижорского завода. У нее четыре стабилизатора, длина корпуса 1010 мм и хвоста 914 мм.
При весе мины 79,9 кг и заряде пороха С42 весом 490 г максимальная дальность стрельбы составляла 850 м.

## Эксплуатанты
- Российская империя:

—  Белое движение
- РСФСР

## Сохранившиеся экземпляры
После гражданской войны оставшиеся минометы из-за больших габаритов и отсутствия выстрелов к ним были отправлены на склады РККА. Оставшийся в целости и сохранности, в настоящее время, экземпляр хранится в Артиллерийском музее г. Санкт-Петербург.